# District de Shuangyang
Le district de Shuangyang (双阳区 ; pinyin : Shuāngyáng Qū) est une subdivision administrative de la province du Jilin en Chine. Il est placé sous la juridiction de la ville sous-provinciale de Changchun.